# Lluís Cabanach
Lluís Cabanach Padrosa (Barcelona, 26 de enero de 1949 - 24 de mayo de 2018) fue un guitarrista catalán de guitarra eléctrica conocido como Luigi.
Junto a Josep Maria París, Max Sunyer, Emili Baleriola o Miguel Ángel Núñez, fue un pionero de la guitarra eléctrica a finales de la década de 1960 y la década de 1970. Tocó en el grupo de rock progresivo Máquina! con Jordi Batiste y Enric Herrera, grabando el LP Why? en 1970. En 1973 formó parte del Grup Arrels, después participó en la Orquesta Mirasol en 1975; y en Música Urbana con Joan Albert Amargós y Lucky Guri, en 1976. Participó en la grabación del disco Canticel con poemas de Josep Carner de Guillermina Motta en 1976; y en la banda sonora de la película Tatuaje de Bigas Luna de 1978, siendo ésta la primera adaptación del personaje de Pepe Carvalho de Manuel Vázquez Montalbán.
Después de estudiar flamenco en 1977 en Granada y Sevilla, hizo una gira con Joan Manuel Serrat y después participó con la guitarra flamenca en los primeros discos de Gato Pérez; concretamente en 'Cara bruta' (1978) y 'Romesco' (1979). En la década de 1980 se dedicó principalmente a la docencia hasta que en 1987 hizo el disco 'Gavines i dragons' con Maria del Mar Bonet. En 1988 fundó el grupo Meridiana, donde fusionó el flamenco y la rumba catalana. Uno de sus últimos grupos fue el graciense Kavanak, con música inspirada en ritmos flamencos y árabes, rumba y canción mediterránea de autor. En 2016 hizo una gira con Jordi Batiste en el Circuit Folc.